# Pont Neuf
Pont Neuf (francoska izgovorjava: [pɔ̃ nœf], »Novi most«) je najstarejši stoječi most čez reko Seno v Parizu v Franciji. Stoji ob zahodni (dolvodni) točki Île de la Cité, otoka sredi reke, ki je bil med letoma 250 in 225 pred našim štetjem rojstni kraj Pariza, takrat znanega kot Lutecija, v srednjem veku pa srce mesta.
Most je sestavljen iz dveh ločenih razponov, enega iz petih lokov, ki povezujejo levi breg z Île de la Cité, drugega iz sedmih, ki povezujejo otok z desnim bregom. Stari gravirani zemljevidi Pariza kažejo, da je na novo zgrajeni most posegel po dolvodnem koncu Île de la Cité; od takrat je naravni peščeni pas srednjega rečnega otoka, ki mu pomagajo kamniti nasipi, imenovani quais, razširil otok. Danes je na vrhu otoka trg Square du Vert-Galant, majhen javni park, imenovan v čast Henrika IV., z vzdevkom Zeleni Galantnež.
Ime Pont Neuf je dobil, da bi se razlikoval od starejših mostov, ki so bili na obeh straneh obdani s hišami in je ostal, potem ko so bili vsi ti zamenjani. Ne glede na njegovo ime je bil dolgo najstarejši most v Parizu, ki prečka Seno. Od leta 1889 ga je francosko ministrstvo za kulturo uvrstilo na seznam zgodovinskih spomenikov.

## Gradnja
Že leta 1550 so Henrika II. prosili, naj tu zgradi most, ker je bil obstoječi most Notre-Dame preobremenjen, vendar so bili stroški takrat preveliki.
Februarja 1578 je odločitev o gradnji mostu sprejel Henrik III., ki je prvi kamen položil 31. maja 1578, istega leta, ko so bili dokončani temelji štirih stebrov in enega opornika. Pierre des Isles, eden od graditeljev, je prepričal nadzorno komisijo, da bi bil most, ki je bil prvotno načrtovan raven, bolj odporen na rečne tokove, če bi njegova dva dela zgradili pod rahlim kotom. Sprememba je bila sprejeta maja 1578.
Poleti 1579 so bile narejene nadaljnje spremembe zasnove. Najprej se je število lokov spremenilo z osem in štiri na sedem in pet. Na severni strani, kjer še ni bilo nič zgrajenega, to ni bil problem, na južni strani, kjer so bili štirje piloti in opornik na levem bregu že položeni, pa je bilo treba, zaradi dodajanja petega loka zmanjšati dolžino ploščadi na otok, terre-plein, z 28,5 toisov na približno 19. Drugič, odločeno je bilo, da se dovoli gradnja hiš na mostu (čeprav jih nikoli niso). To je zahtevalo razširitev mostu. Preostali pomoli so bili zgrajeni v naslednjih devetih letih. Po dolgi zamudi, ki se je začela leta 1588, zaradi političnih nemirov in verskih vojn, se je gradnja nadaljevala leta 1599 pod vladavino Henrika IV.  Most je bil odprt za promet leta 1604 in dokončan julija 1606. Leta 1607 ga je slovesno odprl Henrik IV. Francoski
Kot večina mostov tistega časa je tudi Pont Neuf zgrajen kot niz številnih kratkih lokov po rimskih vzorih. To je bil prvi kamniti most v Parizu, ki poleg glavne ceste ni podpiral hiš, opremljen pa je bil tudi s pločniki, ki so ščitili pešce pred blatom in konji; pešci bi lahko tudi stopili v stran v njegove bastijone, da bi spustili mimo zajetno kočijo. Odločitev, da se na most ne vključijo hiše, izvira neposredno od Henrika IV., ki se je odločil proti njihovi vključitvi, ker bi hiše ovirale jasen pogled na Louvre, kjer je bila na novo zgrajena galerie du bord de l' eau, povezana s Tuilerijsko palačo.
Na mostu je bil že od začetka gost promet; dolgo je bil najširši most v Parizu. Preživel je veliko popravil in prenov, vključno s prenovo sedmih razponov v daljšem kraku in znižanjem cestišča s spremembo lokov iz skoraj polkrožne v elipsasto obliko (1848–1855), znižanjem pločnikov in čel stebrov, spandrelov, vencev in zamenjava razpadlih konzol, ki so čim bližje izvirnikom. Leta 1885 je bil spodkopan eden od stebrov krajšega kraka, pri čemer sta bila porušena sosednja loka, zato ju je bilo treba ponovno zgraditi in okrepiti vse temelje.
Večja obnova Pont Neufa se je začela leta 1994 in je bila dokončana leta 2007, v letu njegove 400. obletnice.

## Mascarons
Mascarons so kamnite maske, ki jih je 381, vsaka je drugačna in krasijo stranice mostu. Predstavljajo glave gozdnih in poljskih božanstev iz starodavne mitologije, pa tudi satire in silvane. Gre za kopije izvirnikov, ki jih pripisujejo francoskemu renesančnemu kiparju Germainu Pilonu (1525–1590), ki je izklesal tudi grobnico francoskega kralja Henrika II. in kraljice Katarine Medičejske v baziliki sv Dionizija, pet kilometrov severno od Pariza. Mascaroni so ostali na svojem mestu do leta 1851–1854, ko je bil most popolnoma prezidan. Takrat je bilo šest originalnih mask iz 16. stoletja postavljenih v Musée Carnavalet, skupaj z osmimi kalupi drugih originalov. Osem drugih izvirnikov je bilo najprej postavljenih v Musée de Cluny – Musée national du Moyen Âge, zdaj pa so v Francoskem nacionalnem muzeju renesanse v Château d'Écouen. Med njihovo rekonstrukcijo so renesančne maske zamenjali s kopijami, ki so jih naredili znani kiparji iz 19. stoletja, med njimi Hippolyte Maindron, Hubert Lavigne, Antoine-Louis Barye in Fontenelle. Fontenelle je naredil 61 mask, ki jih najdemo na gorvodni strani mostu med desnim bregom in Île de la Cité.

## Konjeniški kip Henrika IV.
Na mestu, kjer most prečka Île de la Cité, stoji bronasti konjeniški kip Henrika IV., ki je bil prvotno naročen pri Giambologni po naročilu Marije  Medičejske, Henrikove vdove in regentke Francije, leta 1614. Po njegovi smrti je Giambolognin pomočnik Pietro Tacca dokončal kip, ki ga je na podstavek postavil Pietro Francavilla leta 1618. Uničen je bil leta 1792 med francosko revolucijo, vendar je bil ponovno zgrajen leta 1818 po obnovitvi burbonske monarhije. Bron za nov kip je bil pridobljen z bronom s kipa  Louisa Charlesa Antoina Desaixa, pa tudi s kipom Napoleona na trgu Vendôme, ki so ga pretopili. Novi kip je bil ulit iz kalupa, izdelanega s pomočjo ohranjenega odlitka izvirnika. V notranjost kipa je novi kipar François-Frédéric Lemot postavil štiri škatle, ki vsebujejo zgodovino življenja Henrika IV., pergament iz 17. stoletja, ki potrjuje izvirni kip, dokument, ki opisuje, kako je bil novi kip naročen, in seznam ljudi ki so prispevali k javnemu naročilu.

## La Samaritaine
Med letoma 1712 in 1719 so na mostu namesto prejšnje zgradili veliko črpalko. Krasila jo je podoba Samarijanke pri vodnjaku. Posledično je bila struktura (ki je vključevala kariljon) poimenovana La Samaritaine. Leta po tem, ko je bila porušena (leta 1813), je Ernest Cognacq, trgovec iz 19. stoletja, na tem mestu postavil stojnico in postopoma razširil svoje poslovanje v tisto, kar je leta 1869 postalo veleblagovnica La Samaritaine.

## Kot center Pariza
Skozi vse 18. stoletje je bil Pont Neuf središče Pariza, živahno s kriminalom in trgovino:
Car Peter Veliki, ki je prišel proučevat francosko civilizacijo pod regentstvom vojvode d'Orleansa, je izjavil, da v Parizu ni našel nič bolj zanimivega kot Pont Neuf; in šestdeset let kasneje je filozof Franklin svojim prijateljem v Ameriki pisal, da pariškega značaja ni razumel razen ob prečkanju Pont Neufa.
Leta 1862 je Édouard Fournier zarisal njegovo zgodovino v svoji živahni dvodelni Histoire du Pont-Neuf. Opisuje, kako so se v njem in okoli njega, še preden je bil dokončan (leta 1607), skrivale tolpe, ki so ropale in morile ljudi. Ostalo je nevarno mesto, čeprav je postalo bolj prometno. Dolgo časa je imel most celo svoje vislice.
To pa ni preprečilo, da bi se tam zbirali ljudje, ki so jih pritegnile različne stojnice in ulični izvajalci (akrobati, požiralci ognja, glasbeniki itd.). Pogosti so bili tudi šarlatani in mazači različnih vrst, pa tudi prevaranti (prekupčevalci školjk ipd.) in žeparji, ki so jih pogosto našli v množicah – da o živahnem trgovanju s prostitucijo niti ne govorimo. Med številnimi podjetji, ki so se tam neuradno ustanovila, je bilo nekaj znanih zobopulilcev.
Leta 1701 je Cotolendi citiral pismo, ki naj bi ga napisal siciljski turist:
Na Pont-Neufu najdemo neskončnost ljudi, ki dajejo vstopnice, nekateri vstavljajo izpadle zobe nazaj, drugi pa si delajo kristalne oči; obstajajo tisti, ki zdravijo neozdravljive bolezni; tisti, ki trdijo, da so odkrili prednosti nekaterih kamnov v prahu za beljenje in polepšanje obraza. Ta trdi, da starce pomladi; obstajajo tisti, ki odstranijo gube s čela in oči, ki naredijo lesene noge, da popravijo silovitost bomb; končno so vsi tako vpeti v delo, tako močno in nenehno, da hudič ne more skušati nikogar razen ob praznikih in nedeljah.
S številnimi prodajalci pamfletov in satiričnimi izvajalci je bil tudi središče družbenih komentarjev:
V 16. st. je bil Pont-Neuf prizorišče recitalov Tabarina, slavnega satirika tistega časa, in dolgo zatem je bil priljubljeno srečanje prodajalcev novic, žonglerjev, razstavljavcev, maserjev in tatov. Vsaka priljubljena duhovitost v verzih je bila dolgo znana kot un Pont-Neuf.
V 17. stoletju je bil ta most spominov, stari pariški Pont Neuf, stičišče šarlatanov in prevarantov. Ob straneh mostu so se vrstile stojnice za prodajo raznih artiklov. Ljudje so se zgrinjali tja, da bi si ogledovali znamenitosti, se smejali, klepetali, ljubili in uživali življenje, kot znajo le Parižani. Študenti in grisettes latinske četrti, komolčne dame in gospodje z dvora. Meščanske družine so prihajale preučevat lahkomiselne manire aristokratov. Stroji za striženje pudljev so opravljali svojo trgovino; žonglerji so zabavali quid nuncs s podvigi spretnosti; potujoči zobozdravniki so pulili zobe in prodajali balzame; klovni so padali; in ne nazadnje, žeparji so nekaznovano jemali torbice in svilene robčke. Augustus J. C. Hare (Walks in Paris) pravi: »Tako osrednja arterija je Pont Neuf, da je nekoč veljal rek pariške policije, da če po treh dneh opazovanja ne vidi človeka prečkati most, je verjetno zapustil Pariz«. Eden glavnih prodajalcev šarlatanov na Pont Neufu je bil Montdor. Pomagal mu je bedak po imenu Tabarin, ki je šaljivo odgovarjal na vprašanja svojega gospodarja, spremljal pa jih je s smešnimi grimasami in grotesknimi gestami. Sodobni kolovodja in cirkuški klovn imata podobne prizore skupaj, brez prodaje zdravil.
Pod Ludvikom XV. so se tatovom in zabavljačem pridružili naborniki ali »prodajalci človeškega mesa«, ki so se po svojih najboljših močeh trudili privabiti prišleke v Pariz in druge »s tako silovitostjo kot prodaja črncev v Kongu«. Srebrnarne in druga luksuzna podjetja v bližini (ki so dala ime Quai des Orfèvres) so prav tako pritegnila obiskovalce.
En letni dogodek, ki je potekal na bližnjem trgu Place Dauphine, je napovedal Salon des Refusés, ki pomeni začetek impresionizma. Med praznovanjem Fête-Dieu) je Place Dauphine gostil enega najveličastnejših repozitorjev (prenosnih oltarjev za hostijo).
Poleg vsega bogate srebrnine in tapiserij, ki so bile na njem, so nekateri lokalni srebrnarji naročili slike zanje. To je pripeljalo do tega, da so trgovce z umetninami pozvali k sodelovanju in nazadnje do tega, da so se najnovejši talenti prikazali na Petite Fête-Dieu (majhnem Corpus Christi), zmanjšani različici praznika Corpus Christi (Svetega rešnjega telesa), ki je potekal osem dni kasneje. Čeprav so bila njihova platna na ogled le od šestih zjutraj do poldneva, je to postala pomembna priložnost za neznane umetnike, da pritegnejo pozornost. To je med drugim pripeljalo do tega, da so tamkajšnji slikarji svoja dela podpisovali, kot v Salonu ni bilo pogosto – kar ni bila vedno prednost, ko je bilo delo javno in glasno kritizirano.
S prikazovanjem del, ki pogosto niso imela povezave z versko tematiko, bi jih lahko potem opazili in našli vstop v uradno akademijo. Chardin je eden najbolj znanih slikarjev, ki so začeli na ta način.
Leta 1720 je približno dvaindvajsetletni mladenič, sin moža, ki je vzdrževal kraljev biljard, tukaj pokazal platno, ki prikazuje starinski relief. J. B. Vanloo je šel mimo, si dolgo ogledoval platno, tam našel odlične lastnosti in ga kupil. Pozneje je želel spoznati mladega slikarja, ga spodbujal, mu dajal nasvete, ki jih slednji morda ni potreboval, mu nabavljal delo, ki je bilo koristnejše in osem let kasneje je bil neznanec iz place Dauphine njegov sodelavec pri Akademiji za slikarstvo .... imenoval se je Jean-Baptiste-Siméon Chardin.
Počasno upadanje osrednje vloge mostu se je začelo leta 1754: »Od leta 1754, prvega leta mode, norosti bulvarjev, ni bilo več govora o Cours [Elizejske poljane] in še manj tega ubogega Pont-Neufa. Takoj na Boulevard, naj živi Boulevard!« Kljub temu je most do konca stoletja ostal živahno mesto. Sčasoma so ljudje postali pozorni na njegov sloves in druge spremembe so ukrotile njegovo vzdušje. Lacroix je leta 1840 zapisal: »Nekoč je bil pont Neuf večni sejem, zdaj pa je samo most, ki ga je treba prečkati, ne da bi se ustavili.«

## Mogoče prvi fotografiran človek
Leta 1838 je Louis Daguerre izdelal svoj znameniti dagerotipski portret Pogled na Boulevard du Temple, ki velja za prvo fotografijo, na kateri je mogoče videti človeka. Vendar pa je Daguerre med letoma 1836 in 1837 izdelal več poskusnih portretov, da bi preizkusil in izpopolnil novo tehniko v zunanjem okolju. Eden ohranjenih primerov je podoba Pont Neufa in konjeniški kip Henrika IV. Na spodnji levi strani podobe je videti nekaj, kar je videti kot delavec ali morda dva, ki leži ob ograji v senci kipa.

## Christov projekt
Leta 1985 je po letih pogajanj s pariškim županom umetniški duo Christo in Jeanne-Claude zavil Pont Neuf.